# Erythrina berteroana
Erythrina berteroana är en ärtväxtart som beskrevs av Ignatz Urban. Erythrina berteroana ingår i släktet Erythrina och familjen ärtväxter. Inga underarter finns listade i Catalogue of Life.

## Bildgalleri

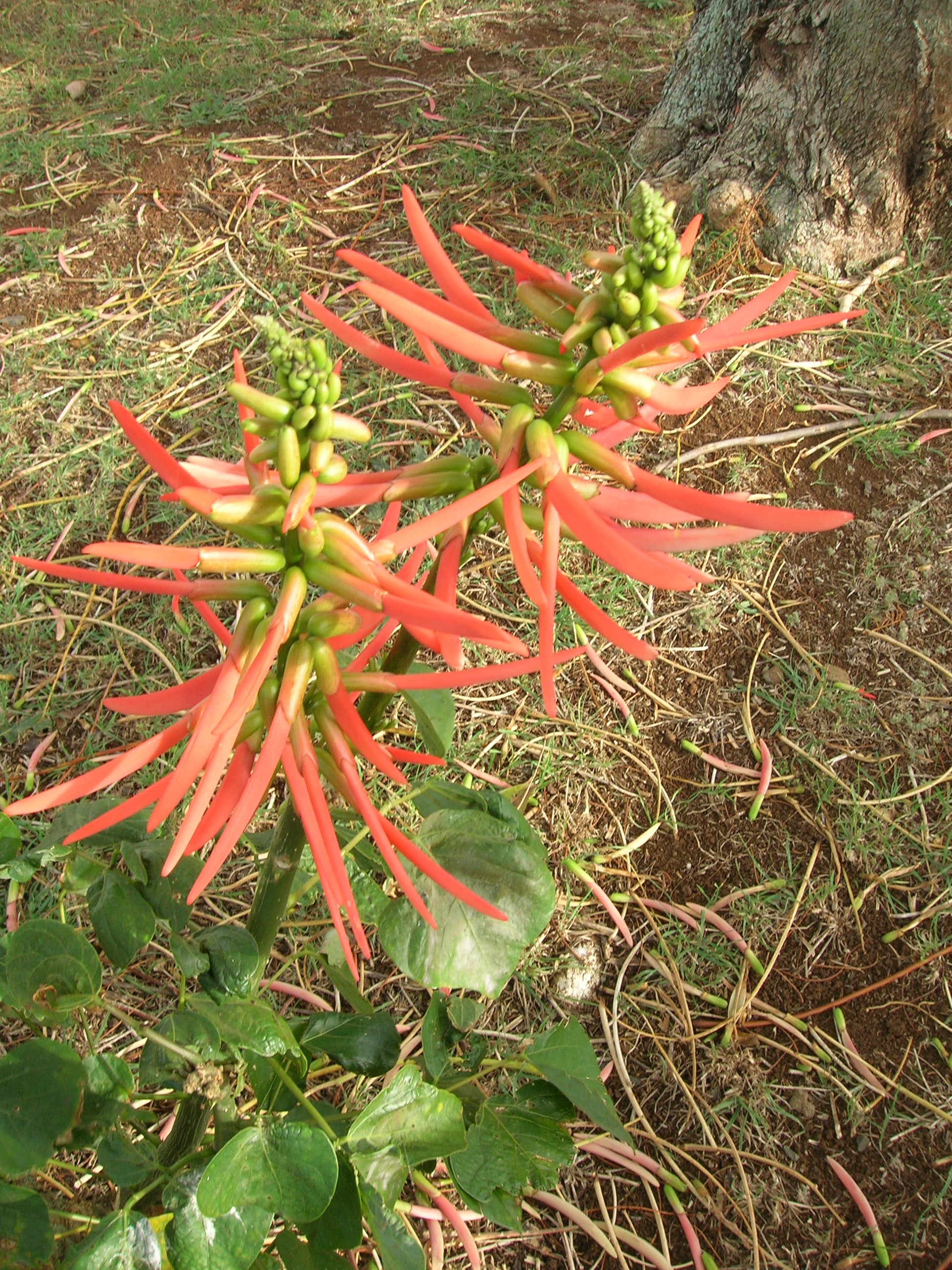
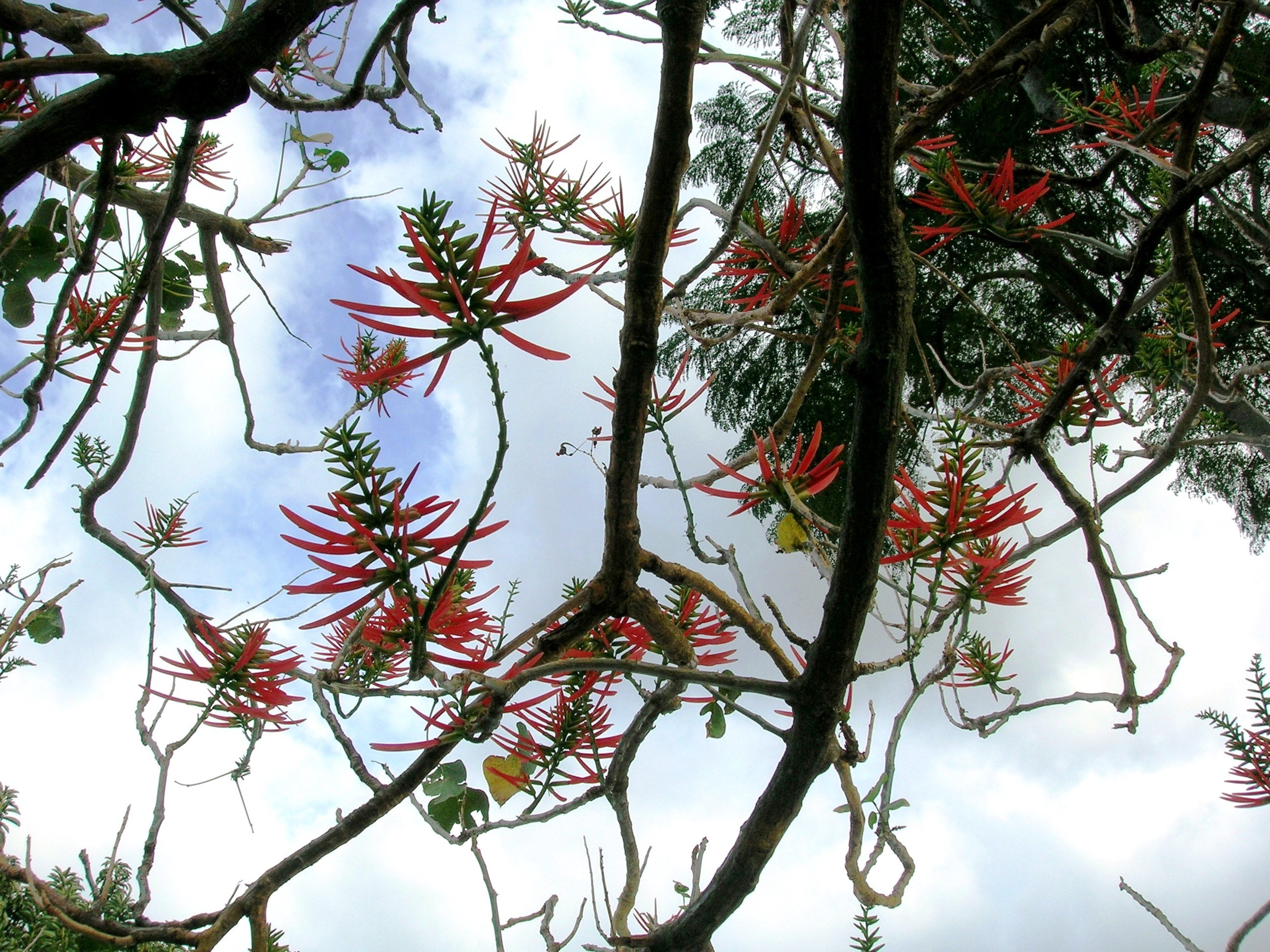
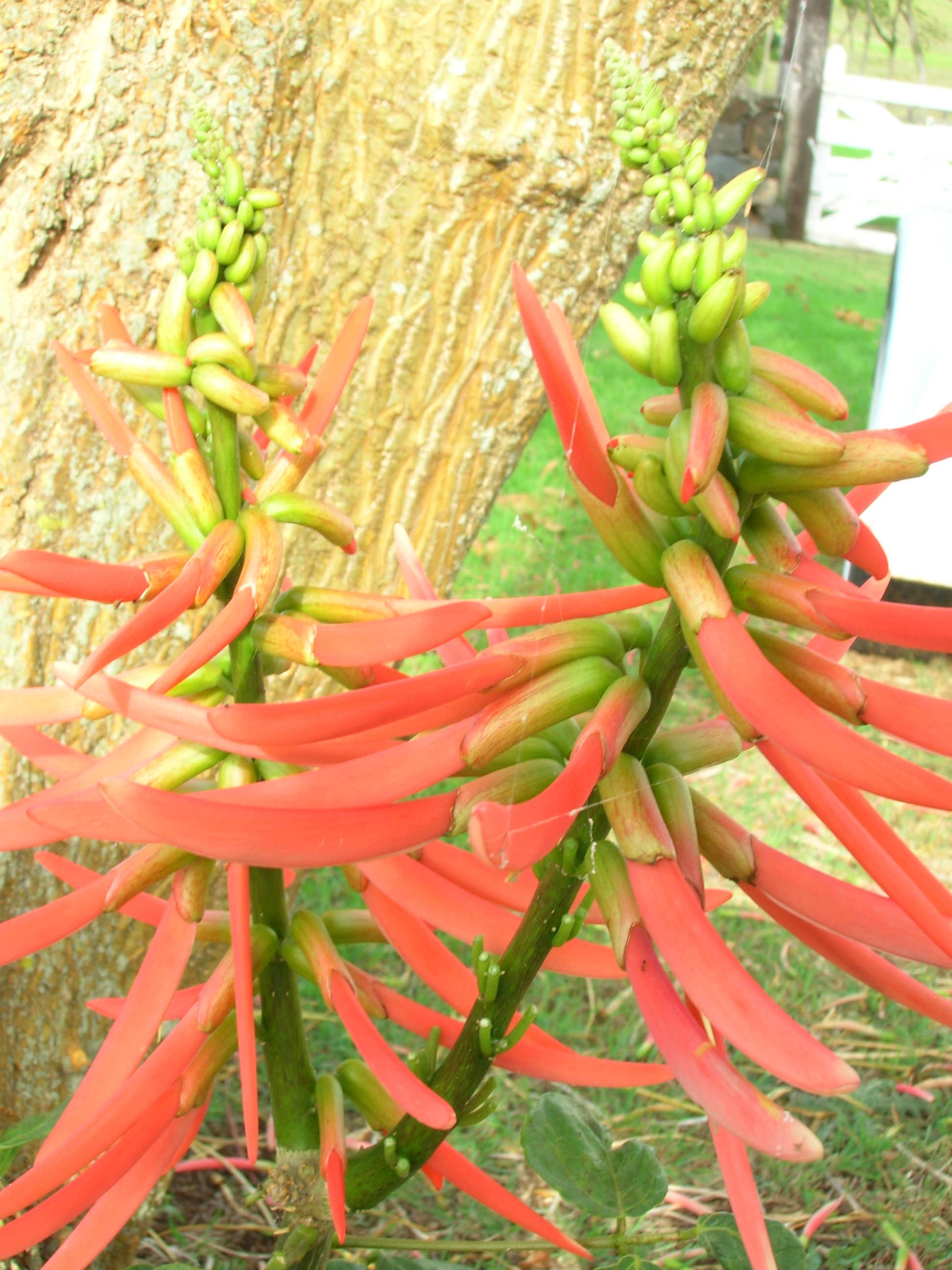